# 경산 럭비구장
경산 송화럭비전용구장은 2010년 6월 7일 대한민국 경상북도 경산시 상방동 경산 생활체육공원에 개장한 천연잔디 럭비 전용구장이다.
경북럭비협회 회장 및 대한럭비협회 부회장이었던 송화 박진희(전 경북광유 사장, 1928년~1997년)을 기리기 위해 그의 삼녀 박윤경 경북광유 사장이 기증했다.